# 도쿄 마루이

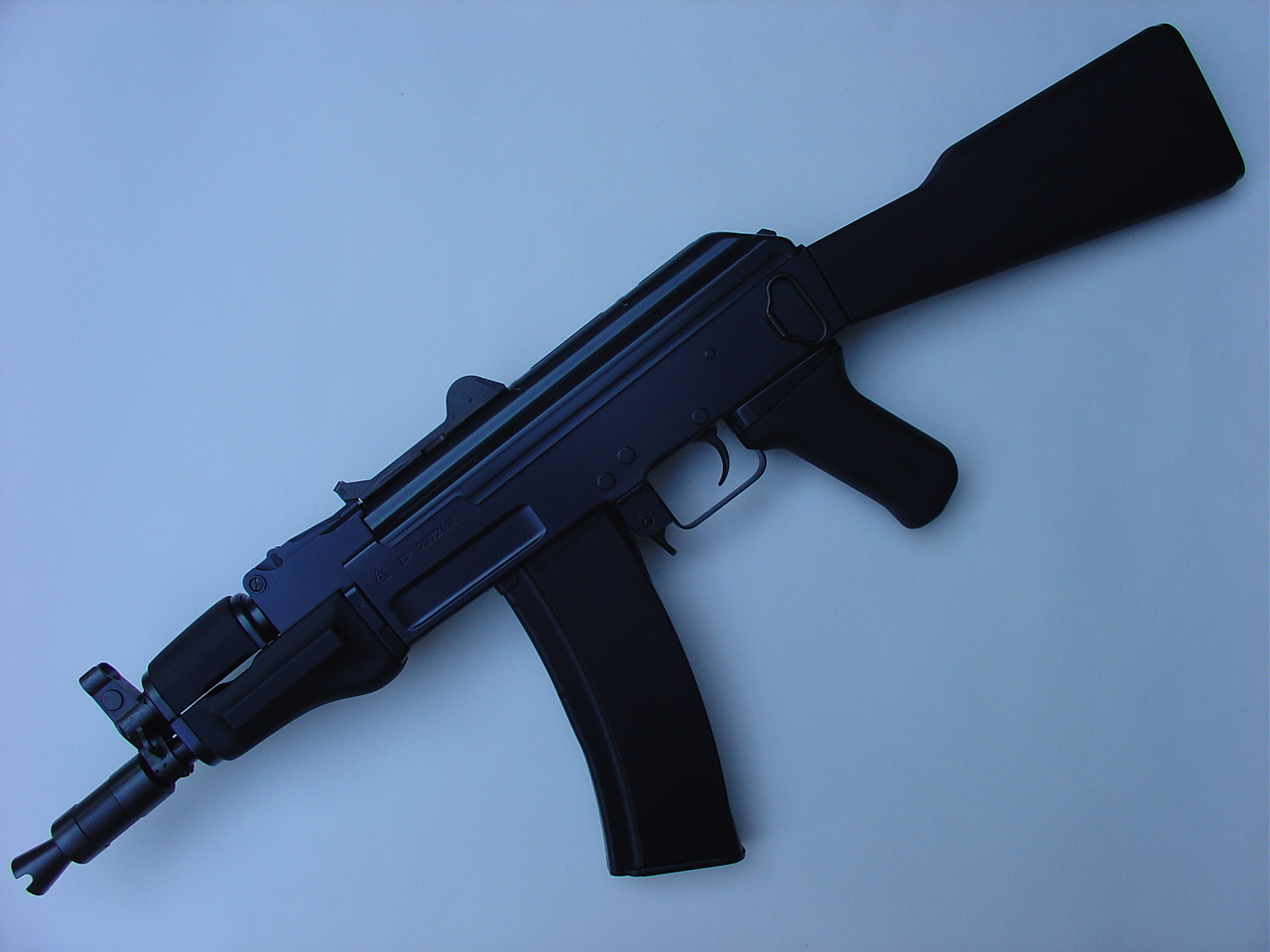
도쿄 마루이에서 출시한 AKs-74u 에어소프트건

도쿄 마루이(株式会社東京マルイ, Tokyo Marui Co. Ltd.)는 1965년에 프라모델 제조업체로 설립된 회사이다. 현재는 에어소프트건으로 유명하다. 하지만 일본의 회사인지라 총이 플라스틱으로 만들어진 것이 단점이다.
2015년에 발매된 베레타 U.S M9부터 15mm직경의 보어업실린더가 탑재되어 플라스틱으로 만들어진 총에 비해 경쾌한 반동감을 낼 수 있다 도쿄마루이 특성상 옵션부품을 장착하면 어느 에어소프트건이랑 견줄 수 없을 정도의 성능을 보여준다. 대만 한국 등의 회사에서 마루이의 플라스틱부품을 대체하기 위해 수많은 메탈부품이 있으니 돈만많다면 확실한 에어소프트건을 구입할 수 있는 회사라고 본다.
아래쪽은 도쿄마루이사의 대표작이다.
- 핸드건(권총) Hk45, Glock19
- 가스라이플(가스소총) M4A1 MWS

## 개요
장난감 총을 제조 · 판매하고있다. 도쿄도 아다치구 아야세에 본사가 소재한다. 에어소프트 메이커로서 일본 국내 최대 업체이다. 다른 프라 모델 및 무선 조종 모형 기차도 취급하고 있었다. 공장은 사이타마현, 이바라키현, 지바현 등 놓는다.
일본 국외에 수출하고 있으며, YouTube 및 Twitter 등에서는 이니셜을 따서 'TM'와 생략되는 경우도 있다. Twitter에서는 신제품 발매일 안내 및 전동 에어건 등의 제품 개발 요구 등을 받고있다.

## 제품
- 가스건

가스건은 주로 권총 형태를 많이 출시하였다.
타사의 가스건들에 비해 명중률이 높고 낮은 온도에서도 원활하게 작동되는 것이 장점이다.
하지만 파워가스를 사용할 시 파손될 위험이 커 이를 사용하기 위해서는 내구성을 높여주는 개조가 필요하다.
대표작으로는 M4A1 MWS 등이 있다.
- 전동건

전동건을 처음 출시한 회사인 만큼 종류가 매우 다양하다. 대부분이 소총 형태이며 블로우 백을 이용하여 반동을 느낄 수 있도록 설계한 차세대 라인업 시리즈도 있다.
- 에어코킹건

대부분이 국내 에어코킹건들보다 뛰어나지만 저격총 제품들을 제외하면 국내에는 수입된 것이 거의 없다.
대표작으로는 VSR10이 있다.
- 저연령용 라인업[3]

성인이 되지 않은 사람들을 위해 설계된 에어소프트건이다. 가스건과 에어코킹건에는 성인용과 동일한 사이즈에 파워만 줄인 것들이 있고 전동건에는 동일한 사이즈에 파워만 줄인 것과 어린이 몸에 맞도록 조금 작게 설계된 보이즈 시리즈, 기존 전동건들의 크기를 권총보다 조금 더 큰 수준으로 줄인 미니 전동건 시리즈가 있다.